# Xã Cass, Quận Douglas, Missouri
Xã Cass (tiếng Anh: Cass Township) là một xã thuộc quận Douglas, tiểu bang Missouri, Hoa Kỳ. Năm 2010, dân số của xã này là 365 người.